# Musterstein
Musterstein är ett berg i Österrike, på gränsen till Tyskland. Det ligger i den västra delen av landet, 400 km väster om huvudstaden Wien. Toppen på Musterstein är 2 040 meter över havet.
Terrängen runt Musterstein är bergig västerut, men österut är den kuperad. Närmaste större samhälle är Telfs, 13,6 km sydväst om Musterstein. 
I omgivningarna runt Musterstein växer i huvudsak barrskog. Runt Musterstein är det ganska tätbefolkat, med 80 invånare per kvadratkilometer.